# Maverik Center
Le Maverik Center (auparavant E Center) est une salle omnisports située à West Valley City dans l'Utah.

## Histoire
En 2002, la salle a été l'hôte de plusieurs matchs du tournoi de hockey sur glace des Jeux olympiques d'hiver de 2002.

## Événements
- Hockey sur glace aux Jeux olympiques de 2002